# イラプアト

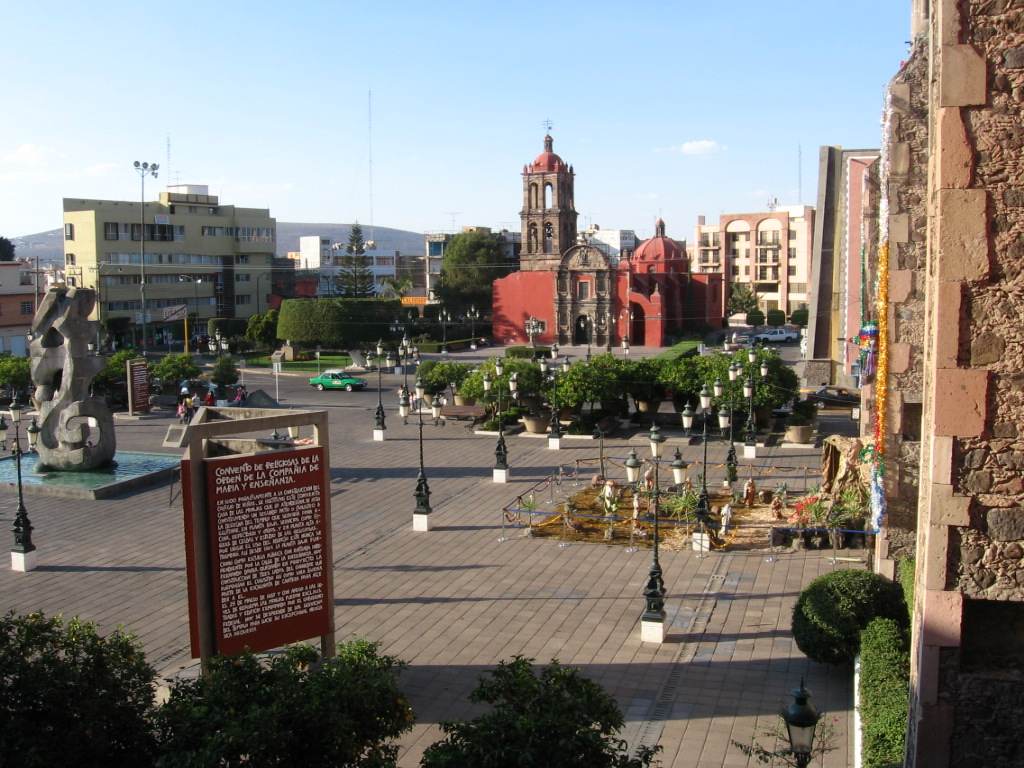

イラプアト (Irapuato) は、メキシコ・グアナフアト州の中央部にあるアランダスの丘の麓にあるメキシコの都市（及び基礎自治体）である。

## 概要
シラオ川とレルマ川の支流グアナフアト川の間にあり、海抜1,724mである。市は38万941人（2010年）の人口を抱え、州内でレオンに次ぐ規模の都市である。基礎自治体の人口は52万9440人、面積は845.16km²（326.32平方マイル）であり、基礎自治体には多数の小規模な周辺コミュニティが含まれている。 主な産業は農業であり、イチゴと豚と牛の飼育で有名である。イラプアトの豪華な庭園の果物と花は、メキシコ全土でよく知られている。

## 事件・事故
- 2022年10月15日 - 市内のバーで銃乱射事件が発生。12人が死亡、3人が負傷した。捜査当局は麻薬犯罪組織が関連した犯行と見ている[1]。

## 日本との関係
日本企業の工場が点在しており、日本人出張者が多い地域である。北部郊外に日本人学校がある。